# Взаимопомощ (Воронежка област)
Взаимопомощ (на руски: Взаимопомощь) е село в Поворински район на Воронежка област на Русия.
Влиза в състава на Байчуровското населено място от селски тип.

## География
Селото е доста малко и в него няма улици.

## Население
| 2010 |
| ---- |
| 24   |